# Irish Open 1904
Die Irish Open 1904 waren die dritte Austragung dieser internationalen Meisterschaften von Irland im Badminton. Bei dieser Auflage wurden nur vier Disziplinen ausgetragen, auf die Ausspielung des Dameneinzels wurde verzichtet.

## Finalresultate
| Disziplin    | Sieger                          | Finalist                        | Ergebnis            |
| ------------ | ------------------------------- | ------------------------------- | ------------------- |
| Herreneinzel | Blayney Hamilton                | Henry Norman Marrett            | 7–15, 15–4, aufgabe |
| Herrendoppel | Blayney Hamilton Thomas D. Good | S. H. Dillon W. R. P. Staples   | 15–1, 15–2          |
| Damendoppel  | Meriel Lucas Ethel B. Thomson   | Mabel Hardy Binyon              | 18–13, 15–3         |
| Mixed        | L. U. Ransford Mabel Hardy      | George Alan Thomas Meriel Lucas | 15–18, 18–15, 15–7  |